# Charaxes affinis
Charaxes affinis är en fjärilsart som beskrevs av Butler 1865. Charaxes affinis ingår i släktet Charaxes och familjen praktfjärilar. Inga underarter finns listade i Catalogue of Life.

## Bildgalleri

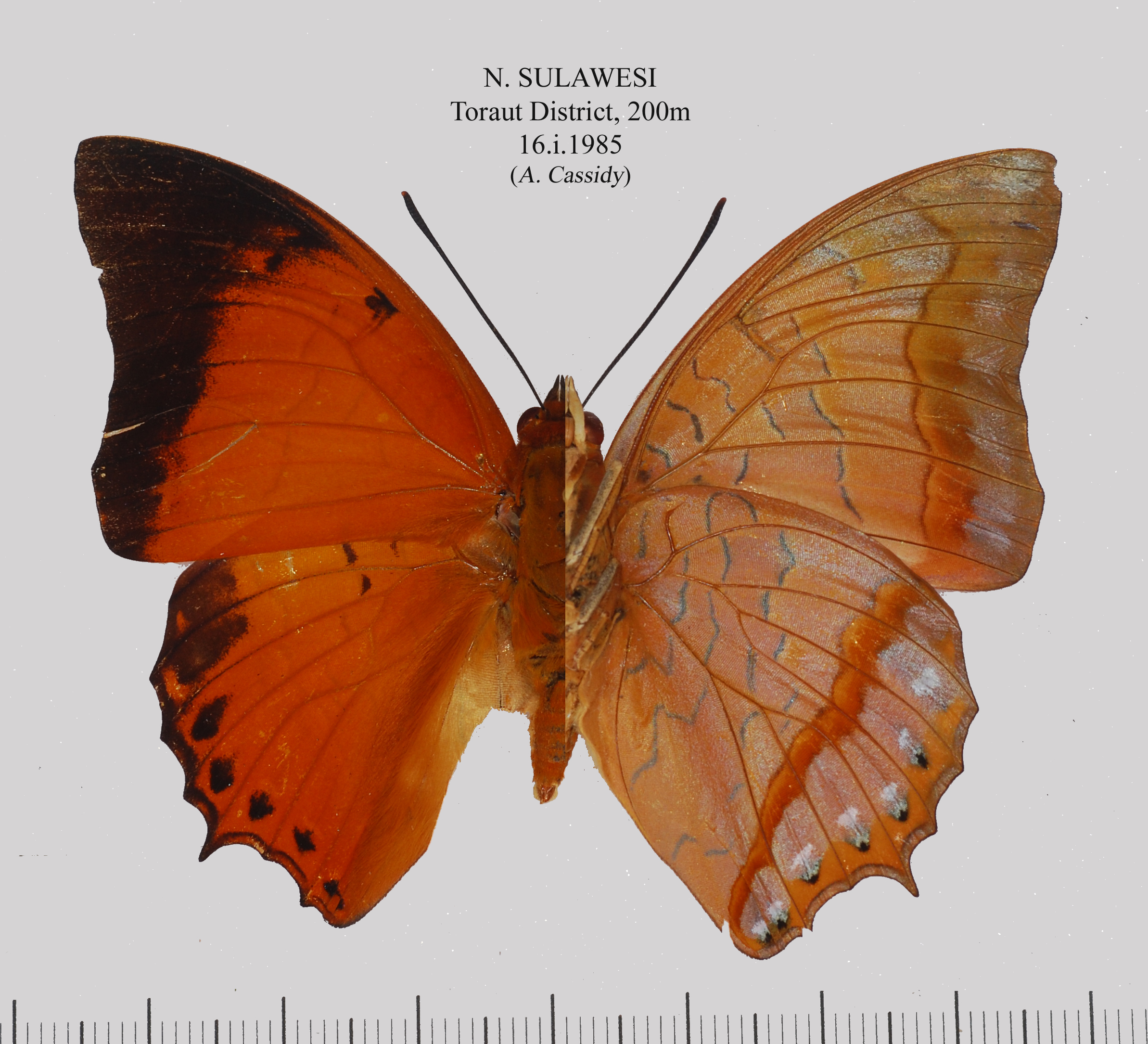
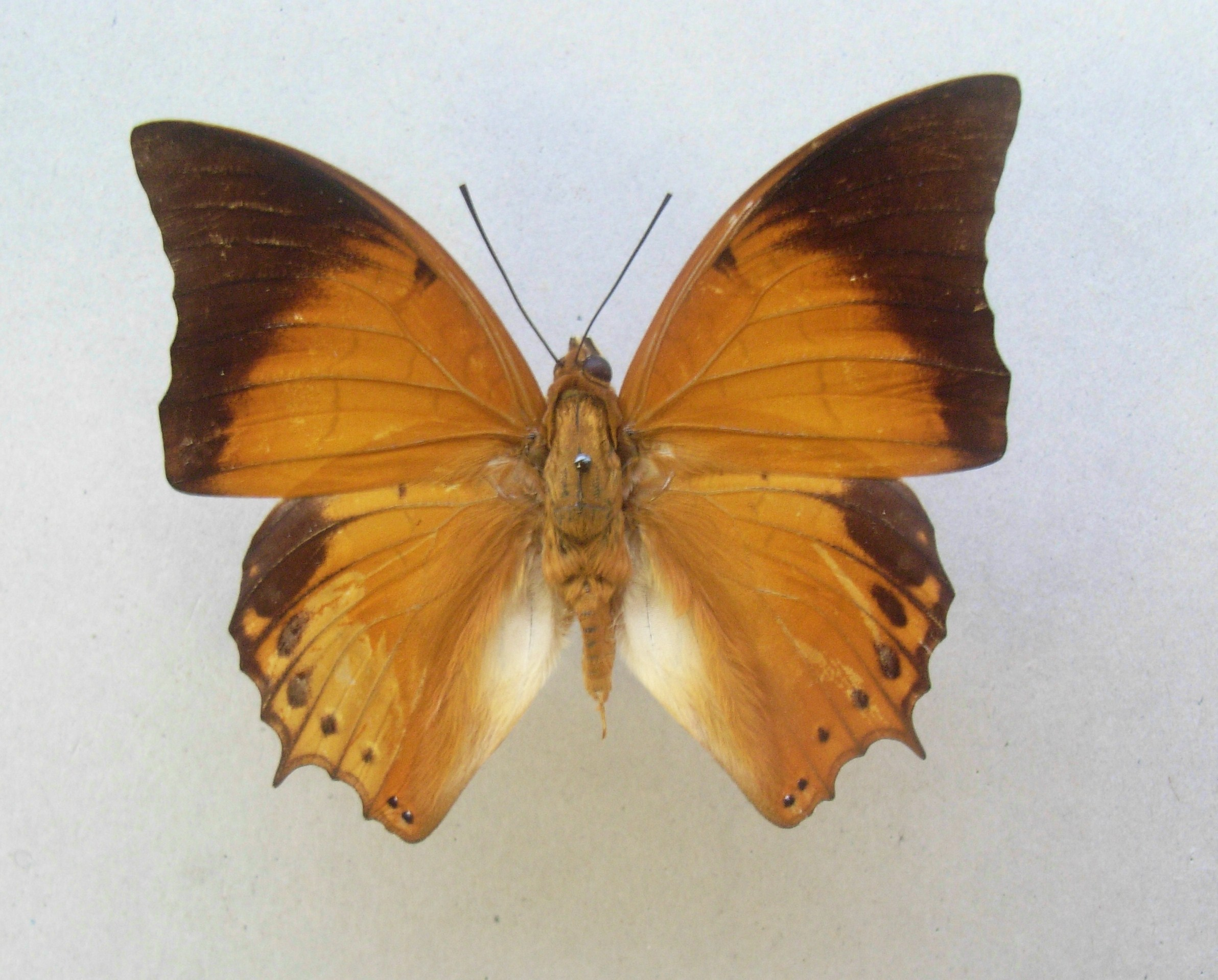
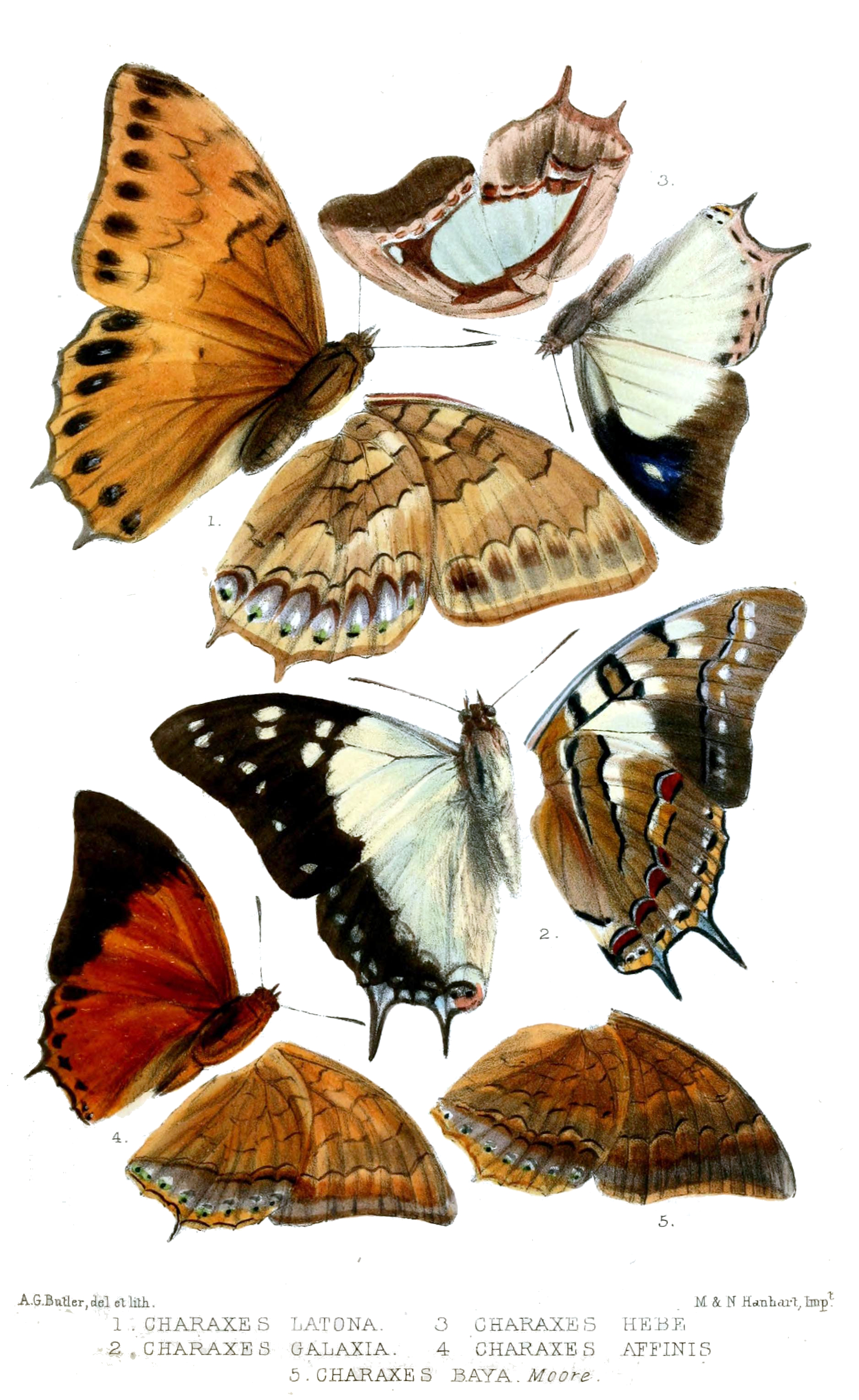
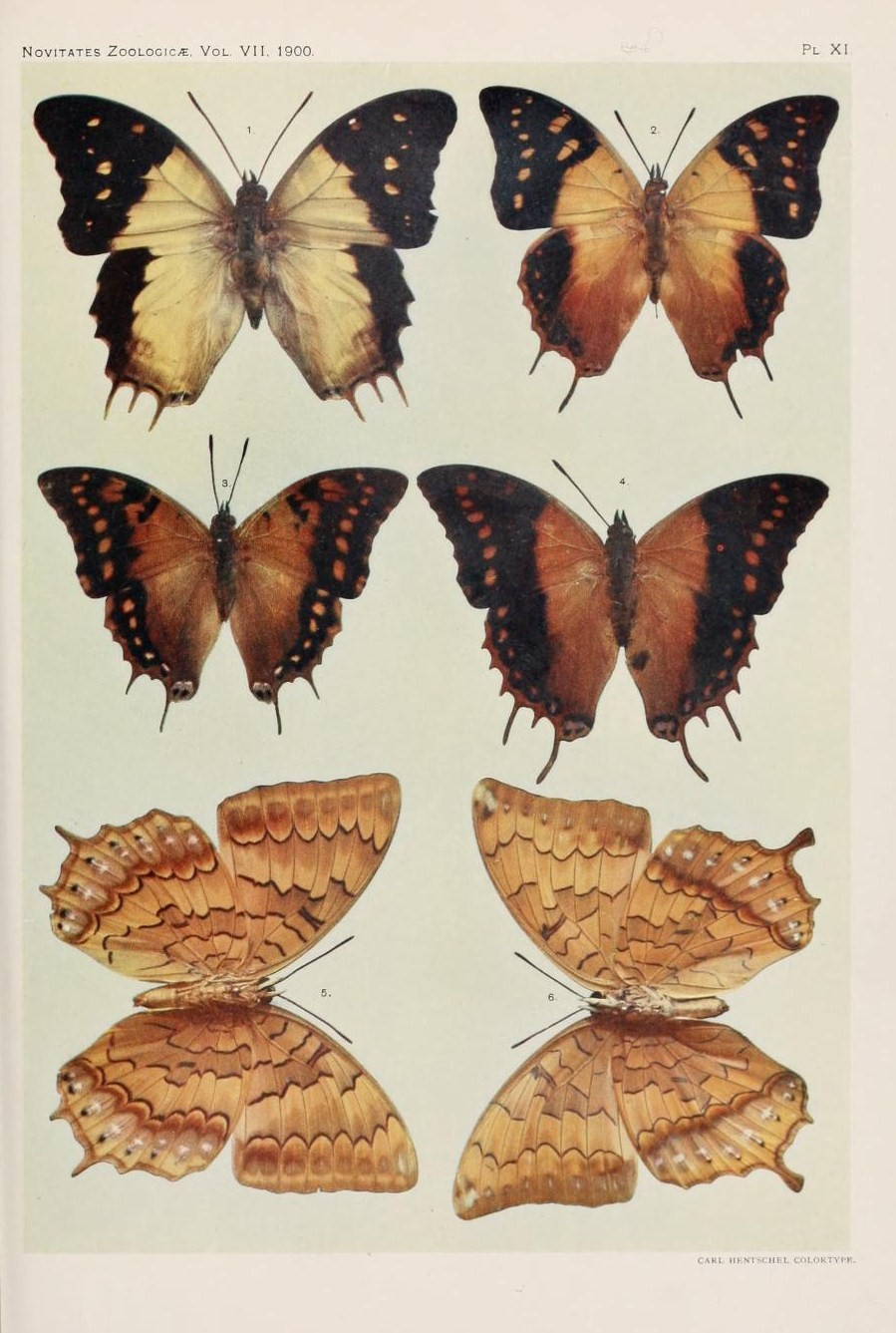